# Cloaca (embryo)

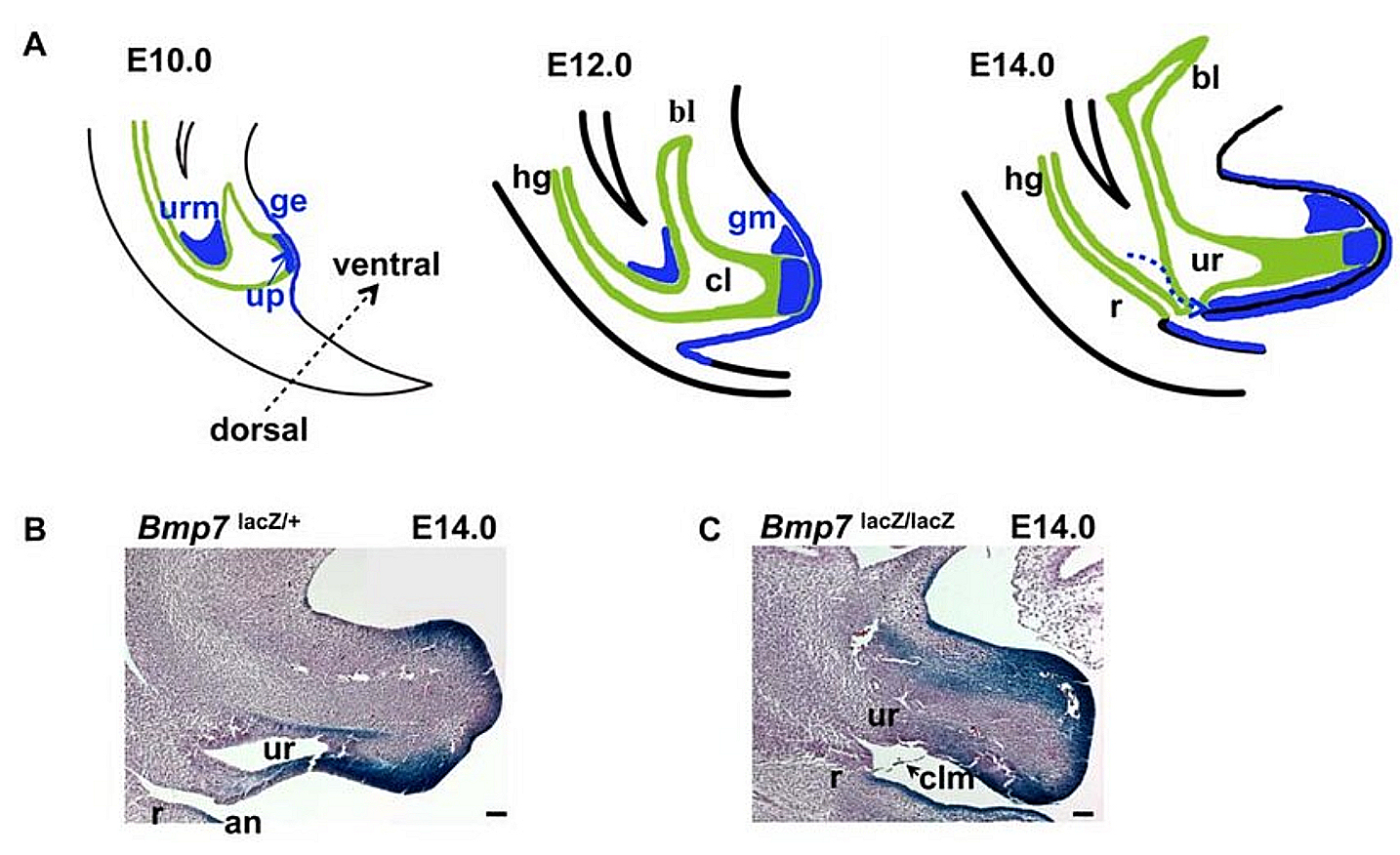
Tijdlijn van normale cloacale compartering bij de muis (A), en geen cloacale septatie bij het Bmp7 nul-embryo (C vergelijk met B). urorectaal mesenchym (urm), urethrale plaat (up) en genitaal ectoderm (ge) worden in blauw weergegeven. Cloaca-endoderm in groen. hg: einddarm, bl:blaas primordium, gm: genitaal mesenchym, cl: cloaca, ur: sinus urogenitalis, r: rectum, an: anus, clm: cloacamembraan

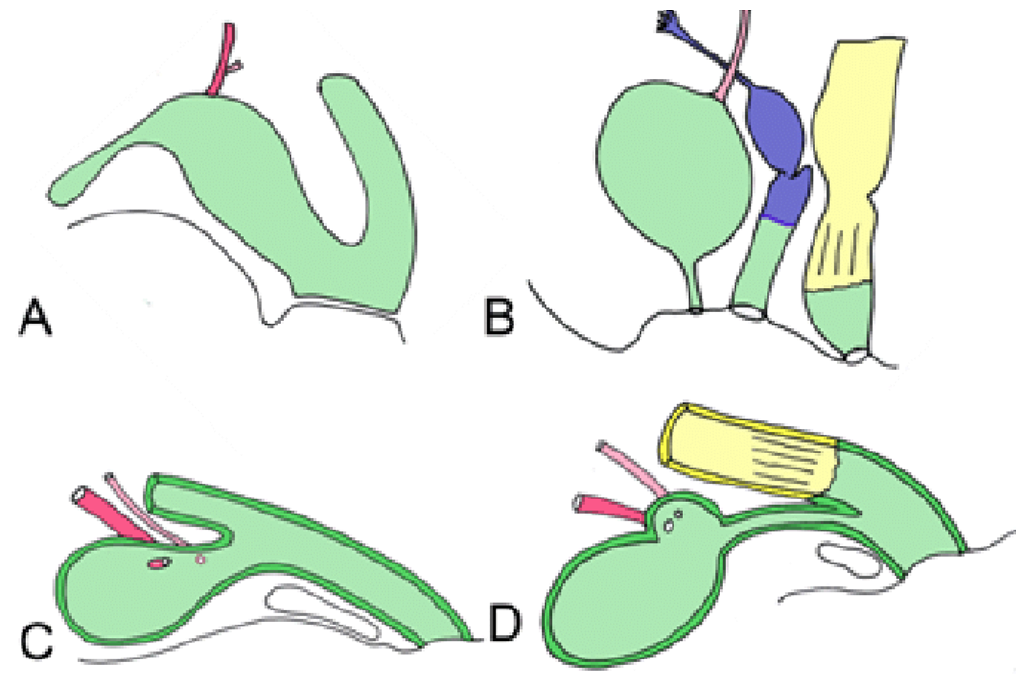
(A) Cloaca van een menselijk embryo rond de vijfde week (vanaf de bevruchting), wanneer het embryo anatomisch seksueel nog niet gedifferentieerd is. De sinus urogenitalis is anterieur gepositioneerd (links) en de distale anus is posterieur gepositioneerd (rechts); beide systemen hebben een afvoer in een gemeenschappelijke opening. Ontstaan uit de sinus urogenitalis is de allantois die anterieur de navelstreng binnenkomt als het primitieve excretiesysteem, en het oernier kanaal met de urineleiderknop, (B) Cloacale afgeleiden in een vrouwelijk embryo. De structuren van anterieur naar posterieur omvatten de blaas en urineleider, vagina en baarmoeder, en het anale kanaal. Het bovenste gedeelte van de vagina, de baarmoeder en de eileiders worden gevormd uit de gang van Müller, en het bovenste gedeelte van de anus boven de linea dentata wordt gevormd uit het endoderm van de darm, (C) Cloaca van een mannelijk reptiel, waar de urineleider, zaadleider en distale darmen eindigen in een gemeenschappelijke opening, (D) Cloaca van een mannelijke cloacadier, waarbij de urineleider, zaadleider en distale darmen eindigen in een gemeenschappelijke opening, maar waarbij een diepere plooi begint het urogenitale kanaal onvolledig te scheiden van het maagdarmkanaal. Gang van Müller structuren worden in blauw weergegeven, gang van Wolff structuren worden in roze weergegeven, endodermale structuren van de darm worden in geel weergegeven en cloacale structuren worden in groen weergegeven.

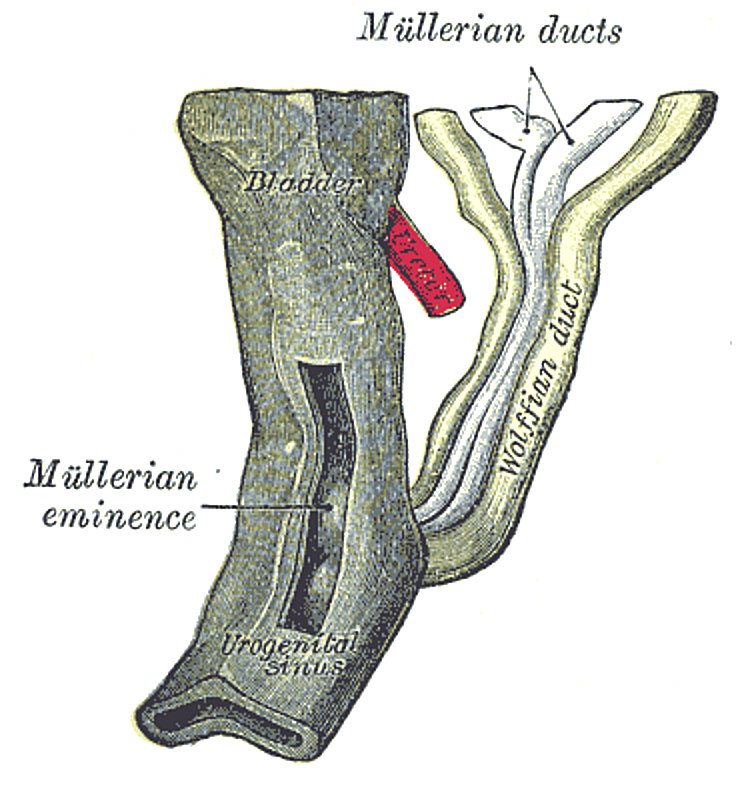
Sinus urogenitalis van vrouwelijk menselijk embryo van acht en een half tot negen weken oud (vanaf de bevruchting).

De cloaca (cloacae) is een structuur tijdens de embryogenese in de ontwikkeling van de urinewegen en voortplantingsorganen.
De cloacale holte is bij de mens aanwezig na ongeveer 4 weken (GA) zwangerschap (vanaf de laatste menstruatie of 2 weken vanaf de bevruchting) en bij de muis op de embryonale dag 9 (E9) (gerekend vanaf de bevruchting) In dit stadium hecht het endoderm van de einddarm (epigaster) zich aan de caudale overblijfselen van de primitieve streep om het cloacamembraan te vormen. Tijdens de weken 5 tot en met 7 GA bij mensen, en E10 tot E14 bij de muis is de cloaca verdeeld langs het axiale longitudinale vlak in de ventrale/primitieve sinus urogenitalis en dorsale/rectale compartimenten. (Fig. 1A) Genetisch onderzoek geeft aan dat cloacale septatie afhankelijk is van de paracriene signalering door de Sonic hedgehog (Shh) van het cloacale endoderm naar het mesenchym en een mesenchymaal signaal door het Bmp7.
Verschillende groepen dieren, waaronder amfibieën, reptielen en vogels behouden de distale verbinding tussen de urinewegen, de voortplantingsorganen en het maag-darmkanaal als cloaca.

## Vorming
De vorming van een cloaca op een bepaald punt tijdens de embryonale ontwikkeling is gebruikelijk bij alle gewervelde dieren, maar bij de meeste zoogdieren wordt deze distale holte door het septum urorectale verdeeld in een dorsaal deel (de einddarm) en een ventraal deel (de sinus urogenitalis). Dit septum creëert afzonderlijke externe openingen voor het maagdarmkanaal en het urogenitale kanaal. Vanuit de sinus urogenitalis ontwikkelen zich de urineblaas en urinebuis.
Bij cloacadieren, zoals het vogelbekdier, is de onderverdeling van de cloaca gedeeltelijk voltooid en een vouw markeert de afbakening tussen, maar scheidt de distale darmen niet volledig van de distale urinewegen en voortplantingsorganen.

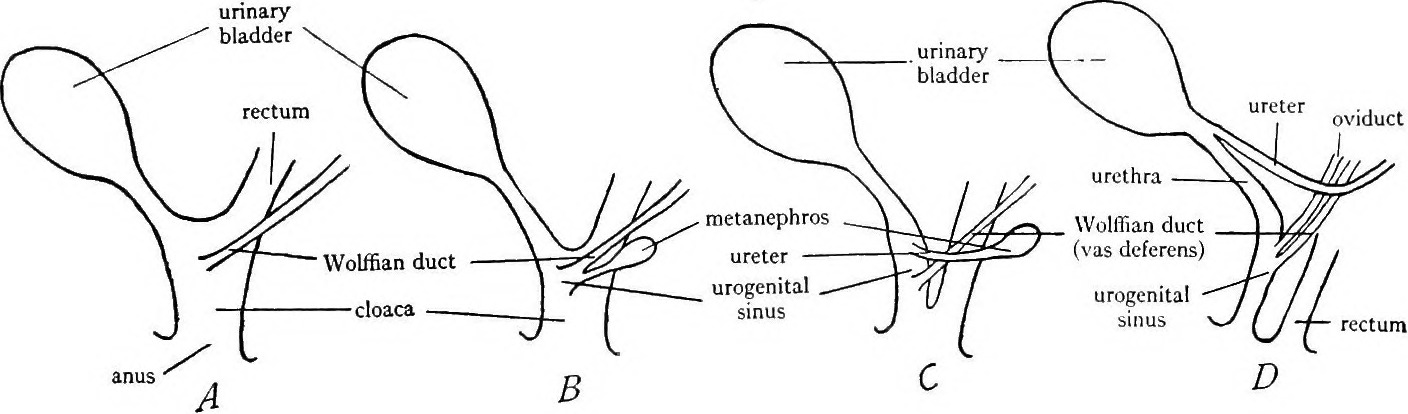
Diagrammen om de veranderingen in de cloaca bij zoogdieren tijdens de ontwikkeling te illustreren. A, vroeg embryonaal stadium, waarbij de cloaca wordt getoond die de urineblaas, het rectum en de gang van Wolff ontvangt, zoals bij de lagere gewervelde dieren. B, later stadium, toont het begin van de plooi die de cloaca verdeelt in een ventraal deel van de sinus urogenitalis die de urineblaas, gangen van Wolff en urineleiders ontvangt en in een dorsaal deel dat de einddarm ontvangt. C, verdere voortgang van de plooi, waarbij de cloaca wordt verdeeld in de sinus urogenitalis en het rectum; de urineleider is gescheiden van de gang van Wolff en verschuift naar voren. D, voltooiing van de plooi, die de volledige scheiding van de cloaca in het ventrale deel van de sinus urogenitalis en het dorsale deel van het rectum laat zien.
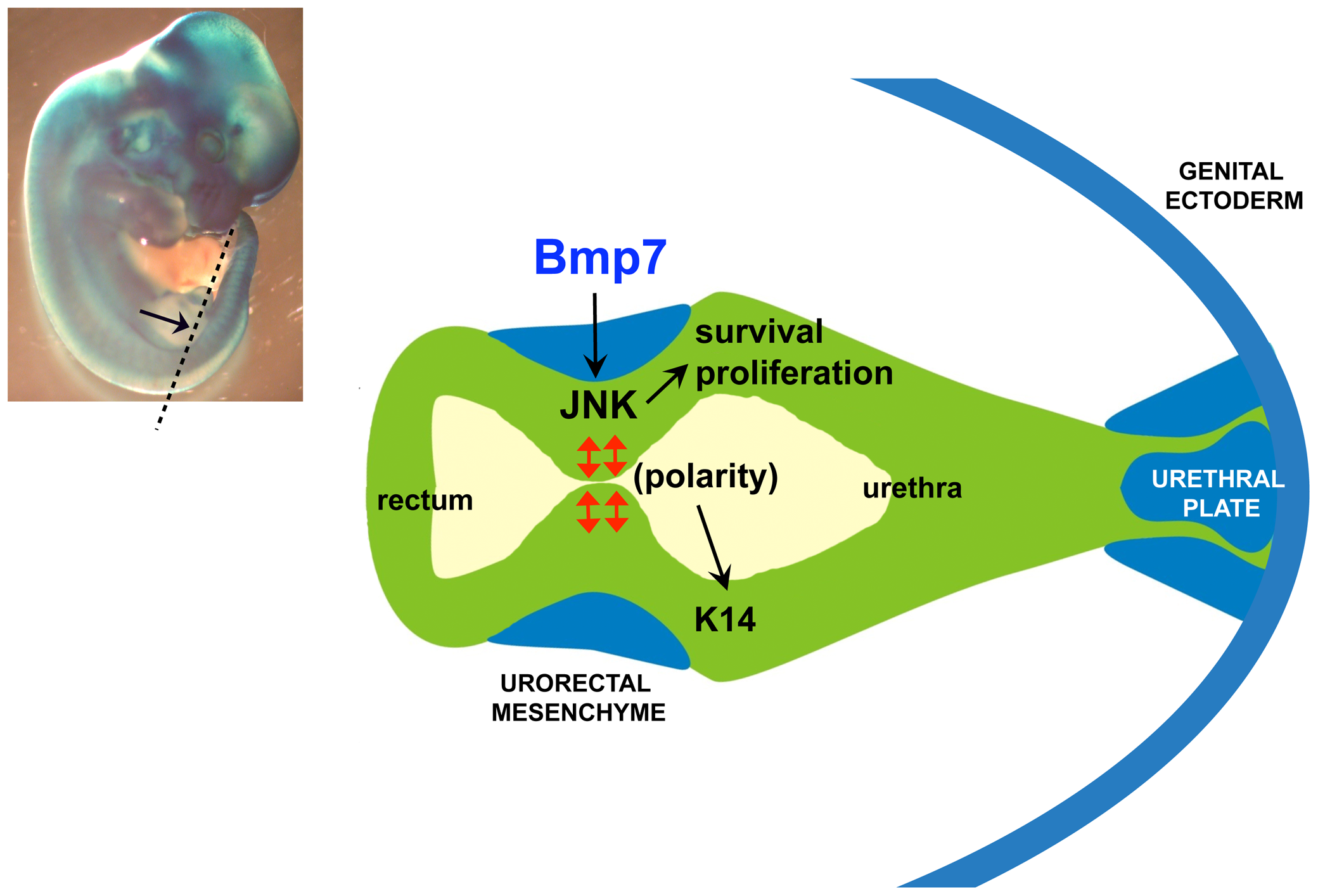
Model voor de cloacale septatie door het septum urorectale. urethra: urinebuis

### Bij de mens
Bij beide geslachten is het urino-genitale deel van de cloaca, de sinus urogenitalis, in drie delen te verdelen: een craniaal deel, dat wordt omgezet in de urachus; een intermediair deel, dat de urineblaas wordt; en een caudaal deel, dat bij de vrouw wordt omgezet in de urinebuis en het vestibulum vaginae of de schedevoorhof, en bij de man zich ontwikkelt tot de delen van de urinebuis die in de prostaat liggen en door de bekkenbodemspieren gaan.
De einddarm of epigaster wordt aanvankelijk naar achteren verlengd tot in de hechtsteel als de gang van de allantois; maar met de groei en buiging van het staartuiteinde van het embryo wordt de hechtsteel, met de daarin aanwezige gang van de allantois, naar voren gebracht naar het ventrale deel van het lichaam, en dientengevolge wordt er een bocht gevormd daar waar de einddarm en allantois samenkomen als het embryo tussen de 29 en 31 dagen oud (gerekend vanaf de bevruchting) is.
Deze bocht wordt verwijd tot een zak, die de endodermale cloaca vormt; in het dorsale deel gaat de einddarm open, en vanuit het ventrale deel gaat de allantois naar voren. De einddarm is volledig ontwikkeld als het embryo 32 dagen oud is om vervolgens te versmallen bij het 33 dagen oude embryo en is verdwenen als het embryo 36 dagen oud is.
De gangen van Wolff en de gangen van Müller worden bij het 30 dagen oude embryo gevormd en hechten zich tijdens het 32 dagen oude embryo aan het ventrale gedeelte van de cloaca. De laterale plooien scheidden het craniale deel van de cloaca van de einddarm tijdens het 32 en 33 dagen oude embryo.
De cloaca is een tijdlang afgesloten van het voorste deel door het cloacamembraan, gevormd door de aanhechting van het ectoderm en het endoderm, en reikt aanvankelijk zo ver naar voren als de toekomstige navel. Het cloacamembraan is dat deel van de cloacawand waar ectoderm en endoderm geen basaal membraan hebben. Het cloacamembraan wordt gewoonlijk beschreven als een dun membraan dat uiteindelijk scheurt om een doorgang te bieden voor de urogenitale en anorectale gangen. Andere studies geven echter aan dat het cloacamembraan bestaat uit een goed ontwikkelde vaste massa ventraal (‘urethrale plaat’) en een dun ‘echt’ cloacamembraan dorsaal. De urethrale plaat (ook bekend als ‘cloacale plaat’ breidt zich ventraal en craniaal uit gelijktijdig met de groei van het tuberculum genitale (genitaal uitsteeksel), terwijl het cloacamembraan zelf niet groeit tijdens het 36 dagen en 41 dagen oude embryo en uiteindelijk scheurt als het embryo 44 dagen oud is.
Achter de navel strekt het mesoderm zich vervolgens uit en vormt het onderste deel van de buikwand en de schaambeenvoeg.
Door de groei van de omringende weefsels komt het cloacamembraan op de bodem van een holte te liggen, die een wand heeft van ectoderm en het ectodermale cloaca wordt genoemd.

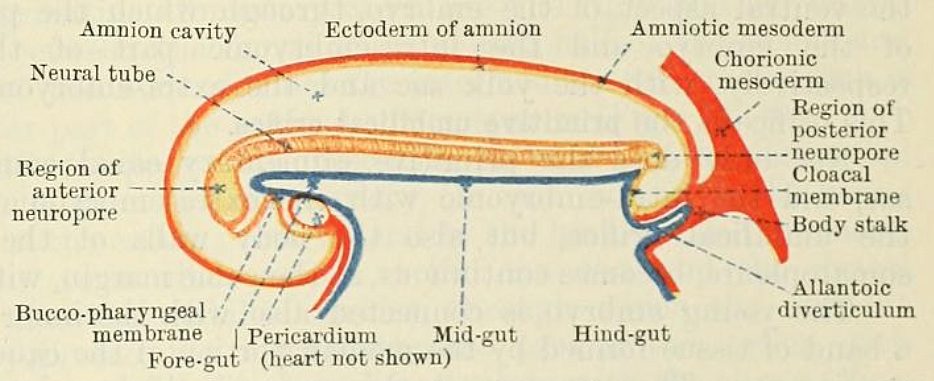
Sagittale doorsnede van het menselijke embryonale gebied kort nadat de buiging is begonnen (22-28 dagen na de bevruchting). Fore-gut:voordarm, Mid-gut: middendarm, Hind-gut: einddarm, Body stalk: hechtsteel
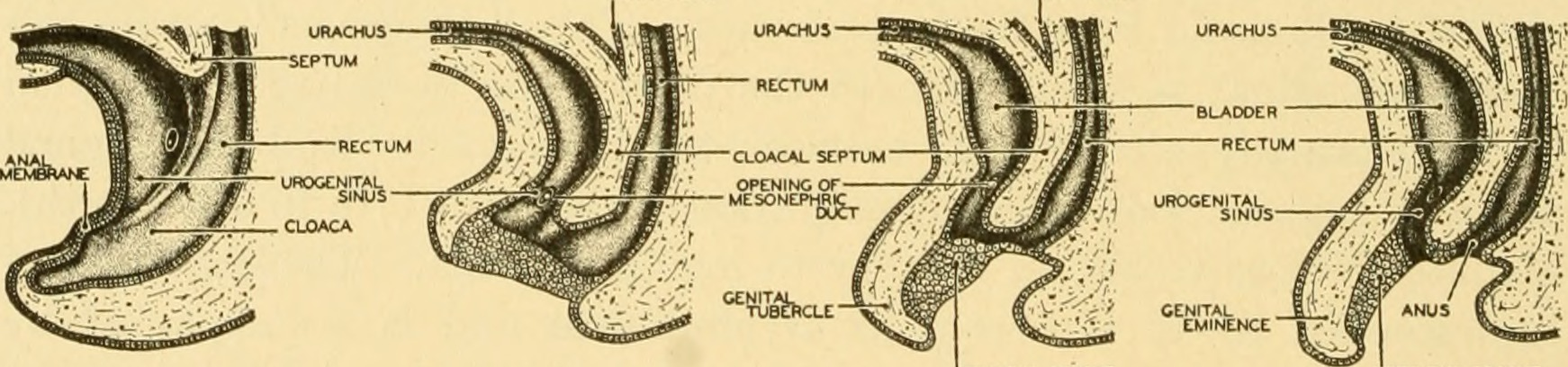
Vier stadia in de ontwikkeling van blaas en rectum in het menselijk embryo. Als gevolg van de achterwaartse groei van een septum wordt de cloacaholte verdeeld in een meer dorsale rectale holte en een ventrale sinus urogenitalis.

## Klinische betekenis
Er kan een aangeboren afwijking ontstaan, bekend als een blijvend aanwezige cloaca, waarbij de endeldarm, vagina en urinewegen samengesmolten zijn en een gemeenschappelijke uitgang of cloaca vormen of er kan een anusatresie optreden, waarbij de anus ontbreekt of sterk afwijkend gevormd is.
Een zeldzame geboorteafwijking waarbij een groot deel van de buikorganen zichtbaar blijft, staat bekend als cloacale blaasextrofie (ectropia vesicae).

## Afbeeldingen

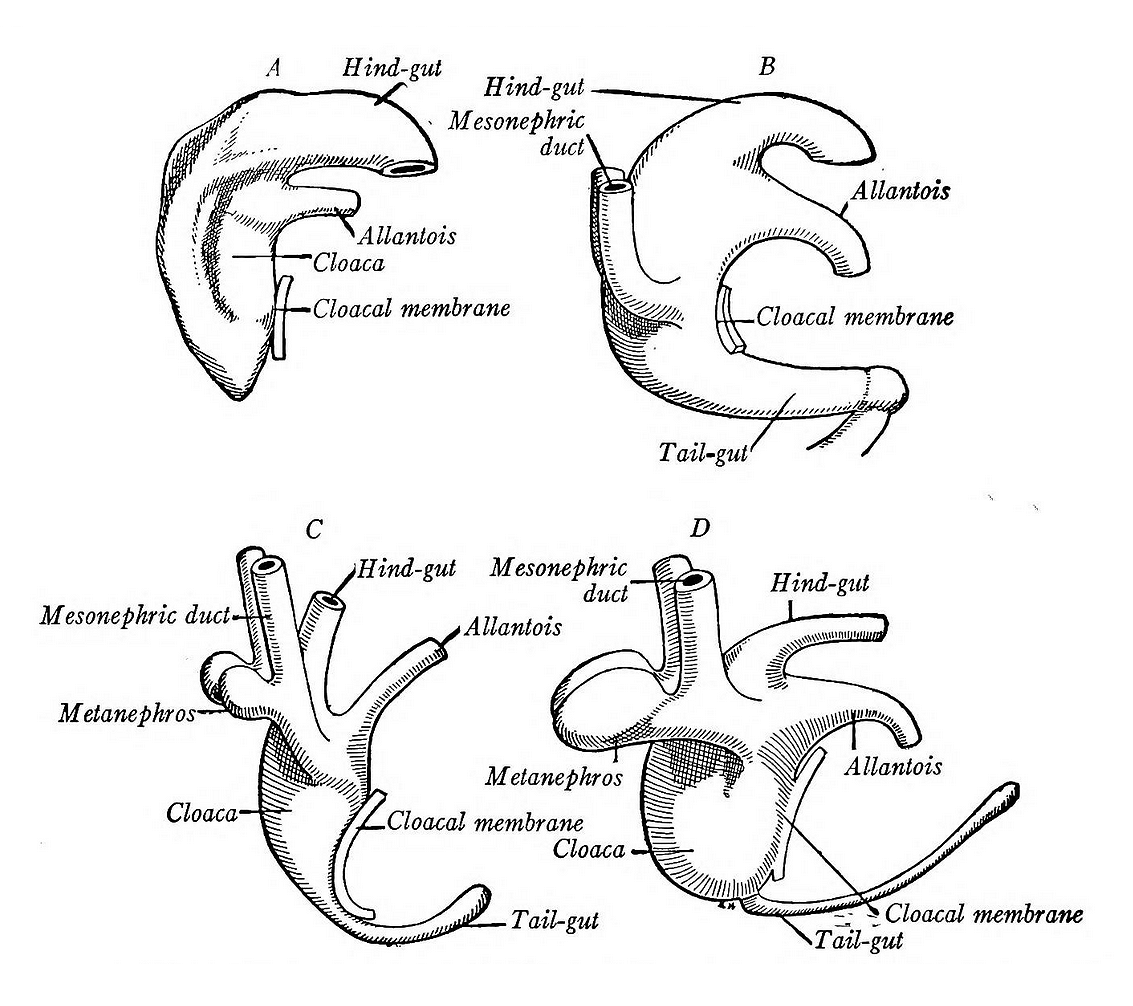
Vier stadia die de differentiatie van de cloaca in het rectum, de urinebuis en de blaas bij een menselijk embryo laten zien. A: 3,5 mm.; B: ongeveer 4 mm. C: 5 mm.; D: 7 mm (ongeveer 29-35 dagen oud vanaf de bevruchting). Mesonephric duct= Gang van Wolff
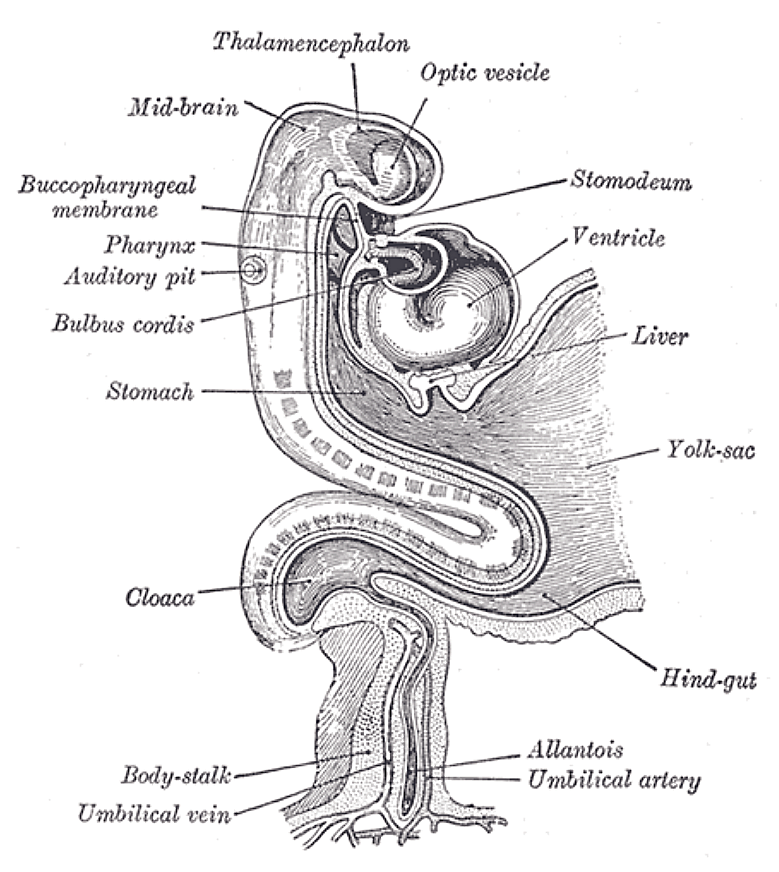
Menselijk embryo ongeveer vijftien dagen oud (vanaf de bevruchting). Hind-gut=einddarm. Body-stalk=hechtsteel.
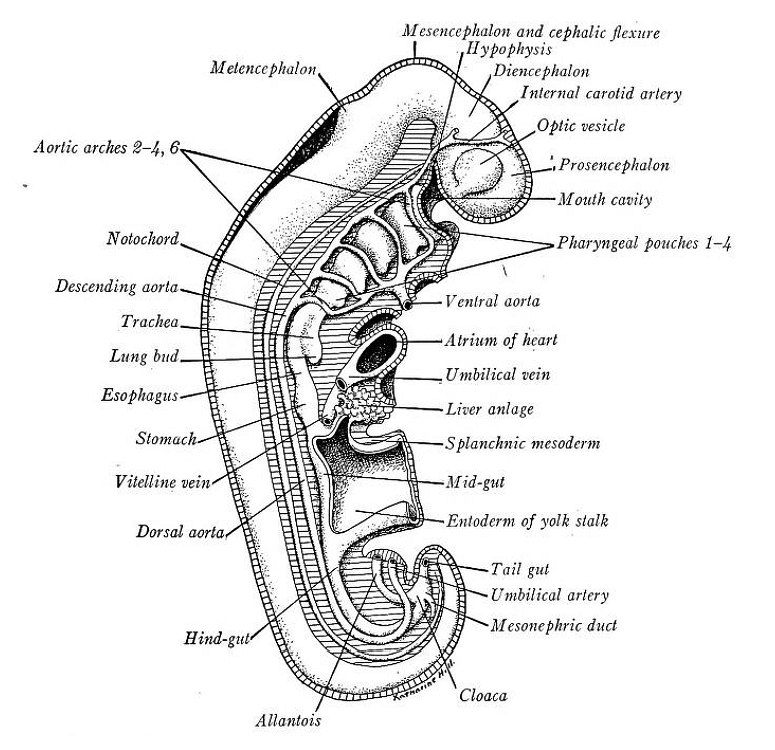
Schematische reconstructie van een 4,2 mm groot menselijk embryo, gezien vanaf de rechterkant. X25. (22-28 dagen oud vanaf de bevruchting)
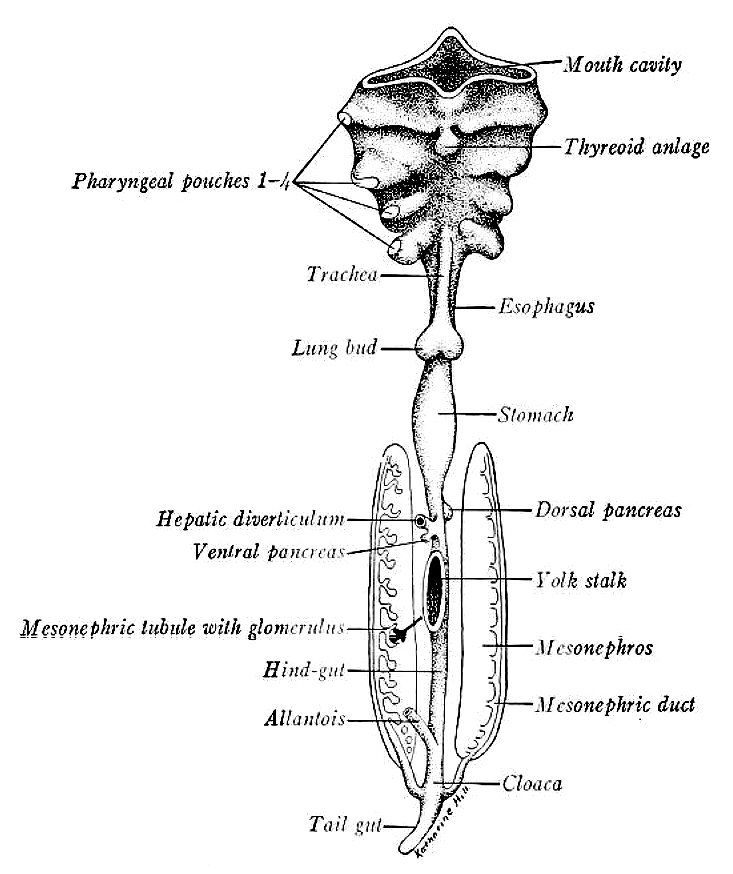
Schematisch ventraal aanzicht van keelholte (pharynx), spijsverteringskanaal en oernier (mesonephros) van 4-5 mm groot menselijk embryo. ongeveer X30. (22-28 dagen oud vanaf de bevruchting)
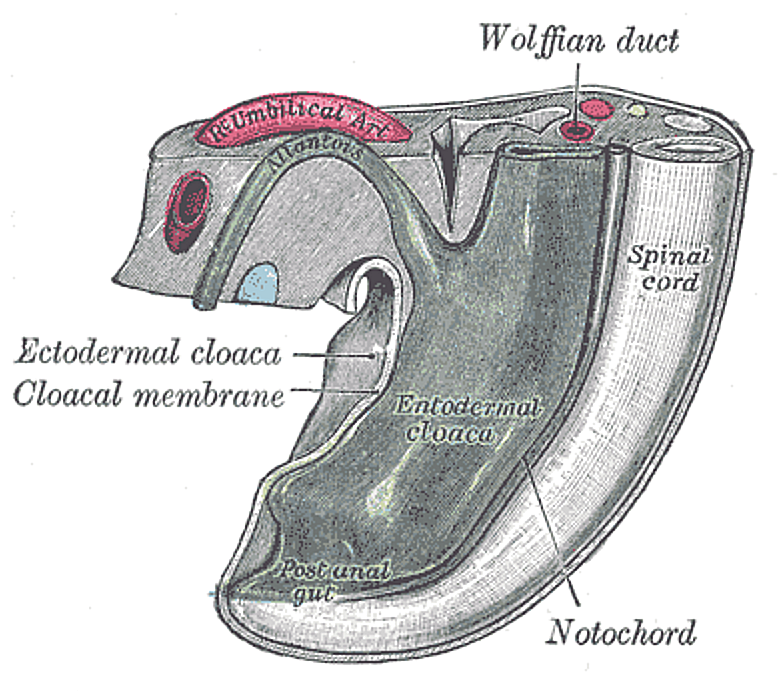
Cloaca van een menselijk embryo van vijftien tot achttien dagen oud (vanaf de bevruchting).
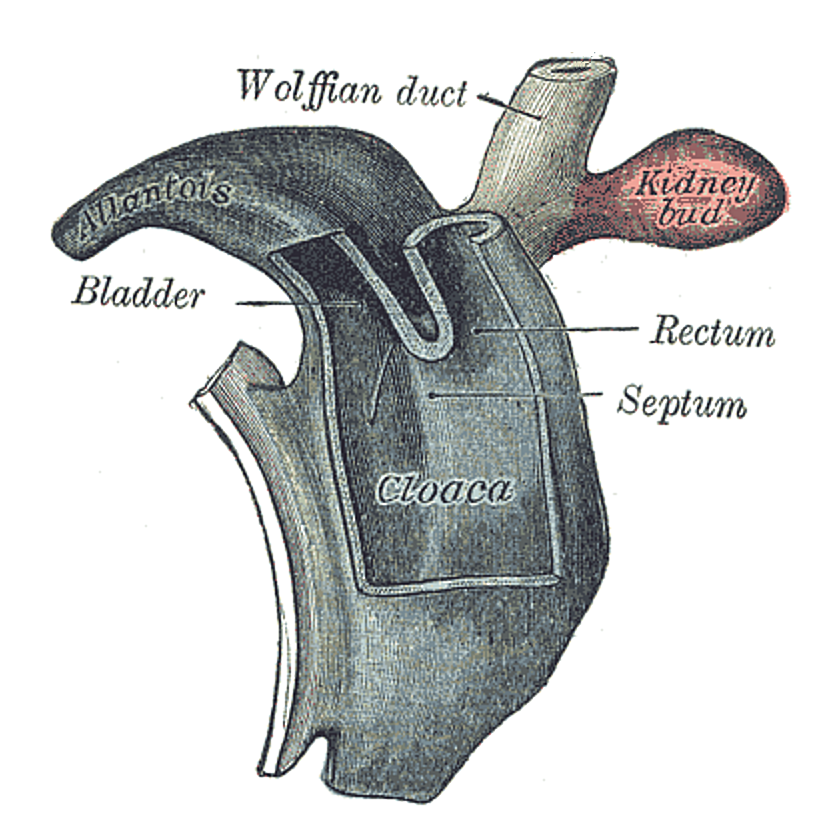
Cloaca van een menselijk embryo van vijfentwintig tot zevenentwintig dagen oud (vanaf de bevruchting).
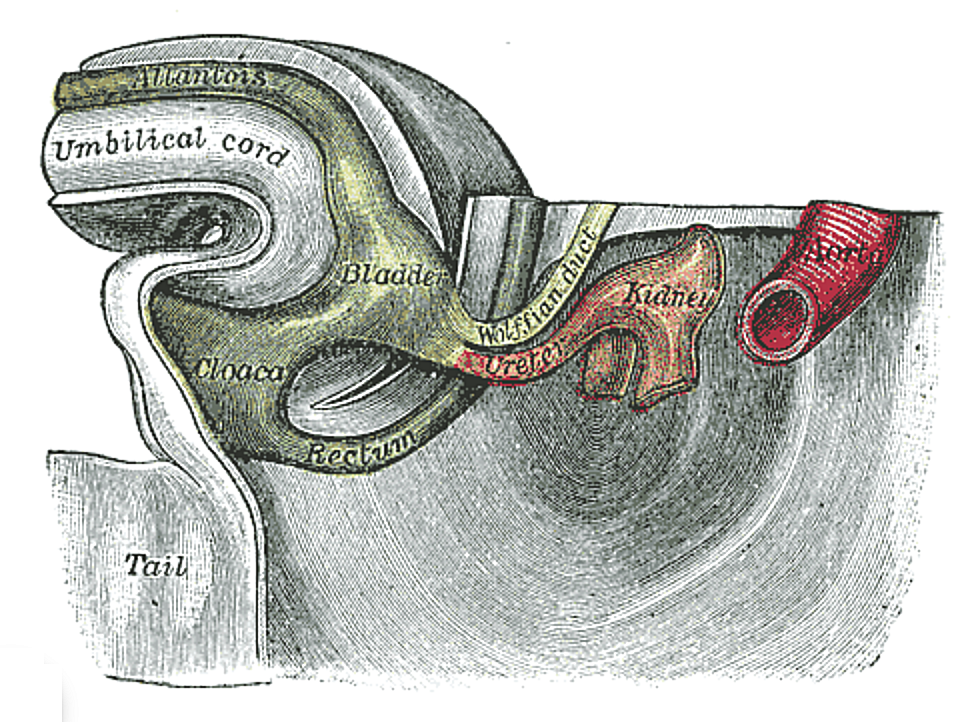
Staartuiteinde van een menselijk embryo van tweeëndertig tot drieëndertig dagen oud (vanaf de bevruchting). Cloaca is links midden zichtbaar. De endodermale cloaca is groen gemarkeerd, terwijl de ectodermale cloaca aan de buitenkant wordt gezien als een kleurloze kam.
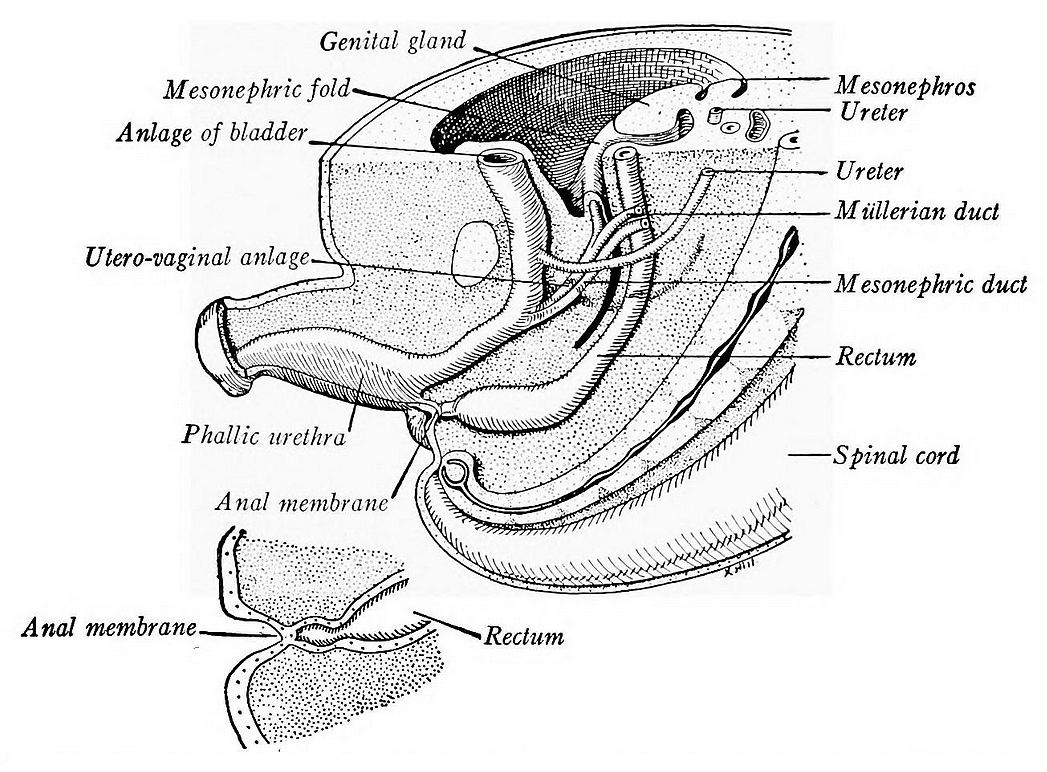
Staartuiteinde van een 29 mm.(7 weken oud vanaf de bevruchting) menselijk embryo dat de volledige scheiding toont van het rectum en de sinus urogenitalis en de relaties tussen de urogenitale gangen.
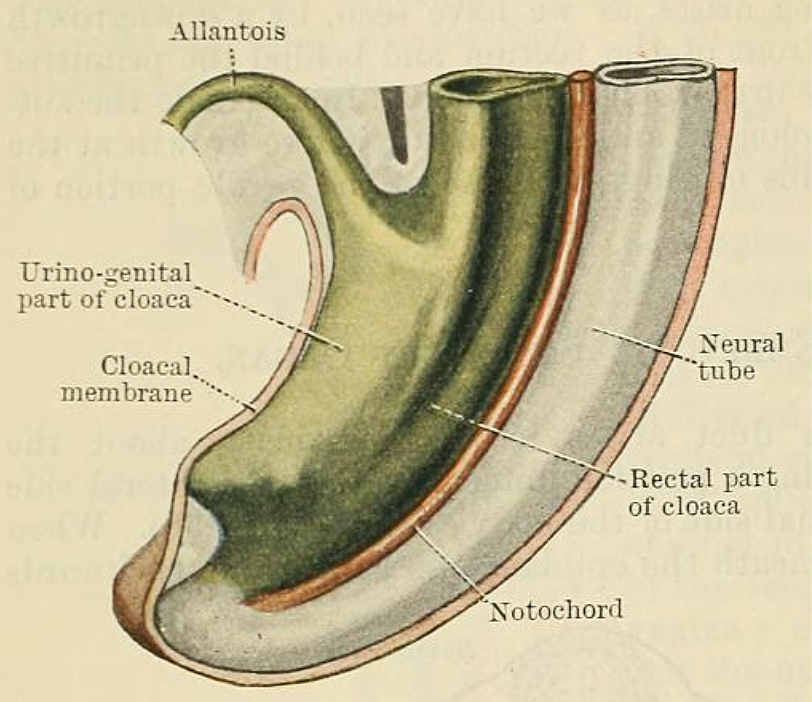
Staarteinde van het menselijk embryo vóór het tijdstip waarop de gangen van Wolff de cloaca bereiken met het cloacamembraan. Urino-genital part: sinus urogenitalis.
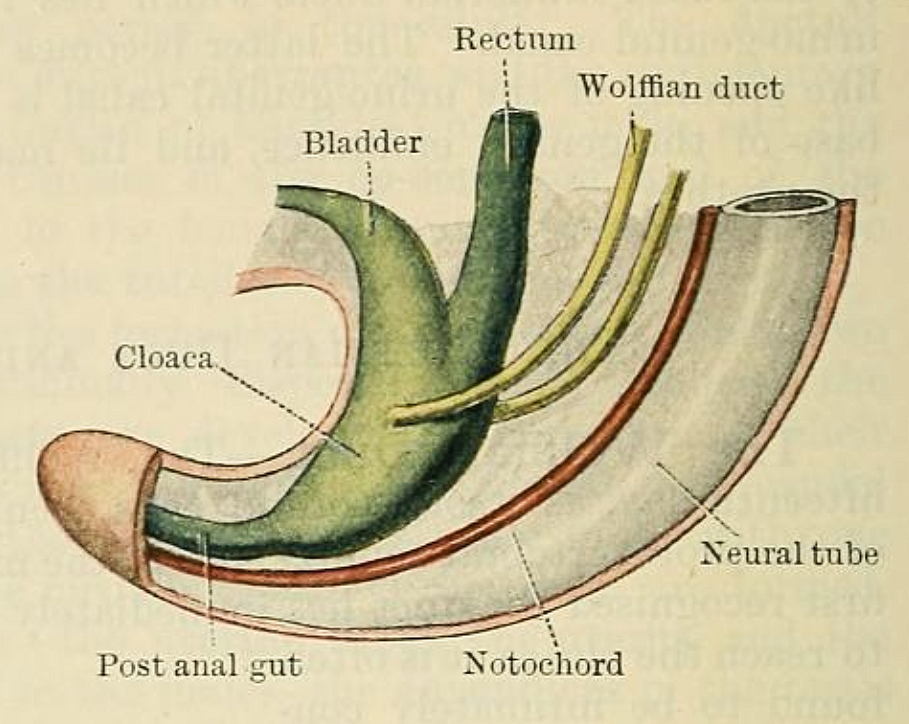
Staarteinde van het menselijk embryo. De gangen van Wolff hebben een opening in het voorste deel van de cloaca
- De driedimensionaal gereconstrueerde cloaca bij E9,5 dagen oud embryo van de muis
- De driedimensionaal gereconstrueerde cloaca bij E13,5 dagen oud embryo van de muis
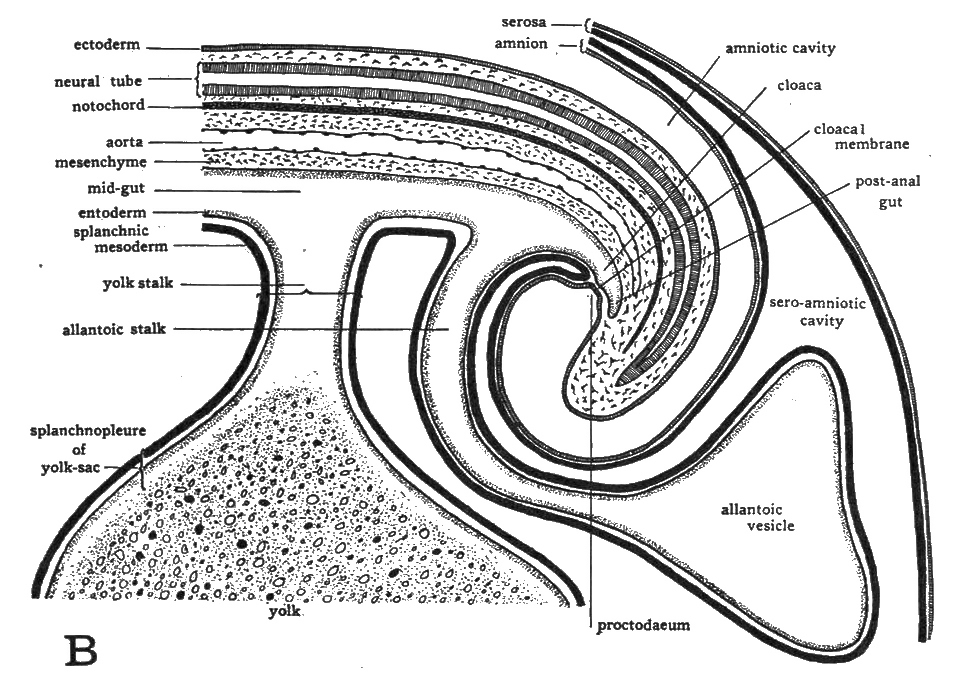
Diagram in lengtedoorsnede van het staarteinde van een vier dagen oud kippenembryo.